# Deftones (альбом)
Deftones (рус. Классные звуки) — четвёртый студийный альбом американской альтернативной метал группы Deftones, выпущенный 20 мая 2003 года на лейбле Maverick Records. Альбом включает более широкий спектр музыкальных стилей, чем предыдущие записи группы: от тяжёлых композиций («Bloody Cape», «When Girls Telephone Boys») до трип-хопа («Lucky You»). В записи альбома в основном использовались семиструнные гитары. Это последний альбом группы, который спродюсировал Терри Дэйт, чьё сотрудничество с группой начиналось с их дебютного альбома 1995 года.

## Предыстория и запись
Группа приступила к работе над новым четвёртым по счёту альбомом с рабочим названием Lovers в начале 2002 года; название в итоге заменили на Deftones, так как для фронтмена Чино Морено Lovers было слишком очевидное в плане контекста альбома (прежнее название дали песне «Lovers» ставшая би-сайдом в британской версии сингла «Hexagram»). Что касаемо музыкального направления альбома, Чи Ченг, бас-гитарист группы, сказал следующее: 

Мы уже доказали, что можем двигаться в любом направлении каком захотим, и в данный момент мы хотим добиться в плане звучания чего-то тяжёлого.— Интервью Чи Ченга для журнала Rolling Stone
 После серьёзного повреждения голосовых связок в летнем туре 2001 года Чино, в качестве меры предосторожности, стал обучаться вокалу.
Группа переделала свою репетиционную точку в городе Сакраменто в полностью оборудованную студию, где и записала большую часть материала. Для оказания помощи в производстве альбома к ним приехал продюсер Терри Дэйт, а также Грег Уэллс, принявший участие в записи нескольких песен. Спустя некоторое время Deftones пополнили материал в таких студиях, как Studio X в Сиэтле и Larrabee Studio в Западном Голливуде. В общей сложности работа над альбомом заняла двенадцать месяцев, что стоило примерно 2,5 миллиона долларов; данная работа стала последней для продюсера Терри Дэйта по причине долгого времени записи и отсутствия какого-либо материала в начале каждой записи группы. Вследствие того, что группа отставала по срокам в плане записи альбома, лейбл Maverick Records оштрафовала группу Deftones за невыполнение условий контракта.
В январе 2003 года, Deftones покинули студию чтобы отыграть несколько концертов в Австралии и Новой Зеландии, которые были частью фестиваля Big Day Out. Вскоре после этого группа вновь вернулась в студию закончить работу над четвёртым альбомом. Из-за утечки треклиста альбома за месяц до его релиза песня «Needles and Pins» (под другим названием «Aria») была выпущена как открывающая альбом композиция; название песни, как и треклист, изменили в последнюю минуту.

## Музыкальный стиль
Deftones получился эклектичным альбомом с песнями различных идей и жанров. Это сильно отличается от предыдущих студийных работ, отчасти из-за того, что Фрэнк Делгадо оставил свои «вертушки» и вместо этого сосредоточился игре на клавишных и синтезаторах. Большинство песен альбома широко используют низкий G# тюнинг группы и высокий скрим-вокал Морено, в результате чего некоторые песни были самые тяжелые в каталоге группы. С другой стороны, трек «Lucky You» — это мрачная, мягкая, вдохновлённая трип-хопом песня с участием Джона Молины aka DJ Crook из сайд-проекта Морено Team Sleep и вокалиста Рея Осберна из Tinfed. Фортепиано и игрушечное пианино были использованы при записи песни «Anniversary of an Uninteresting Event».
В дополнение к влиянию трип-хопа в альбоме были отмечены значительные элементы шугейза, особенно в песне «Minerva».

## Критический приём
| Совокупная оценка    | Совокупная оценка |
| Источник             | Оценка            |
| -------------------- | ----------------- |
| Metacritic           | 74/100            |
| Оценки критиков      |                   |
| Источник             | Оценка            |
| AllMusic             | [ 1 ]             |
| Dotmusic             | 8/10              |
| E! Online            | [ 15 ]            |
| Entertainment Weekly | B                 |
| Pitchfork Media      | 4.7/10            |
| Playlouder           | [ 18 ]            |
| Q                    | [ 15 ]            |
| Rolling Stone        | [ 2 ]             |
| Spin                 | [ 19 ]            |

Одноимённый альбом группы Deftones был положительно принят музыкальными критиками; на сайте Metacritic оценка альбома составляет 74 из 100 баллов, основанная на 12-ти отзывах.
Журнал Q оценил альбом в 4,5 из 5 звёзд, заявив: «в жанре, считающемся творчески несостоятельным, это действительно новый металл». В обзоре Rolling Stones говорится: «это металл, который сминается, а затем успокаивается; разрушается, а затем взлетает… Deftones просто взрывают открытые возможности». Рецензенты с таких сайтов, как The A.V. Club и AllMusic, дали альбому положительные оценки. В своём обзоре альбома, рецензент из AllMusic Стивен Томас Эрлевайн, описывая открывающую альбом песню «Hexagram», написал: «суровый хит — настолько тяжёлый, что по сравнению с ним Staind не такие уж и тяжёлые, а Linkin Park и вовсе беззубые». Он также писал, что альбом «держится очень близко к знакомой территории». На сайте The A.V. Club в своей рецензии на альбом Стивен Томпсон назвал его «менее стоящим, чем его предшественник, хотя оба являются вершинами любого жанра». Но они критиковали группу за возвращение к их тяжёлому стилю, а не к более мягкому и изобретательному стилю её предшественника, White Pony. Журнал Spin также дал альбому положительную оценку, но пожаловался на заметную мрачность альбома, сказав: «в своём четвёртом альбоме Deftones грустны, как ад, и они больше не будут принимать его; это больше похоже на одну длинную хандру, чем альбом, состоящий из 11 песен». Смешанный обзор получился у журнала Playlouder, который похвалил музыку в альбоме группы, но раскритиковал высокий, кричащий вокал Морено.
В 2016 году Джонатан Дик из NPR Music ретроспективно отметил «нюансы трип-хопа» альбома и включил альбом в качестве примера разнообразного каталога Deftones, заявив, что «каталог Deftones читается как пример того, как группа может перевести влияние в звук, который определенно является их собственным». Трек «Minerva» стал 12-м в списке музыкального сайта Consequence of Sound «The Top 20 Deftones Song», в котором Джон Хадусек утверждал, что "[в] некотором смысле Deftones принёс шугейз в мейнстрим альтернативного металла с «Minerva», сокрушительно тяжёлый, текстурированный джем обязан эпохе альбома The Smashing Pumpkins Siamese Dream и другой группы Hum. Он также заявил, что эта песня была «лучшим треком» одноименного альбома и что трек «намекает на более экспериментальные направления», которые Deftones будут продолжать исследовать.

## Коммерческий успех
Deftones дебютировал на 2-м месте в чарте Billboard 200, став единственным альбомом у группы, который достиг высокой позиции в этом чарте. В Соединённых Штатах за первую неделю было продано 167 000 копий альбома. Американская ассоциация звукозаписывающих компаний присудила альбому статус «золотого диска» за 500 000 проданных копий. Альбом также дебютировал в чарте Canadian Albums Chart в Канаде, продав 10 700 копий за первую неделю после релиза и также получил золотой статус.

## Список композиций
Автор всех текстов песен Чино Морено. Композиторы — Deftones, за исключением отмеченных.
| №                   | Название                                | Автор(ы)            | Длительность |
| ------------------- | --------------------------------------- | ------------------- | ------------ |
| 1.                  | «Hexagram»                              |                     | 4:09         |
| 2.                  | «Needles and Pins»                      |                     | 3:23         |
| 3.                  | «Minerva»                               |                     | 4:18         |
| 4.                  | «Good Morning Beautiful»                |                     | 3:28         |
| 5.                  | «Deathblow»                             |                     | 5:28         |
| 6.                  | «When Girls Telephone Boys»             |                     | 4:36         |
| 7.                  | «Battle-Axe»                            |                     | 5:01         |
| 8.                  | «Lucky You» (при уч. Рея Осберна)       | Deftones и DJ Crook | 4:10         |
| 9.                  | «Bloody Cape»                           |                     | 3:37         |
| 10.                 | «Anniversary of an Uninteresting Event» |                     | 3:57         |
| 11.                 | «Moana»                                 |                     | 5:02         |
| Общая длительность: | Общая длительность:                     | Общая длительность: | 47:20        |

## Участники записи
| Deftones - Чино Морено — вокал, ритм-гитара - Стивен Карпентер — соло-гитара, барабаны («Anniversary of an Uninteresting Event») - Чи Ченг — бэк-вокал, бас-гитара - Фрэнк Делгадо — клавишные, семплы - Эйб Каннингем — барабаны Приглашённые музыканты - Рей Осберн — бэк-вокал («Lucky You») - DJ Crook — тёрнтейблизм («Lucky You») | Производственный персонал - Терри Дэйт — продюсер, звукорежиссёр, микширование - Deftones — продюсирование - Грег Уэллс — сопродюсер, аранжировки - Сэм Хофстедт — ассистент звукорежиссёра - Пит Робертс — Pro Tools-инженер, звукорежиссёр - Шон Теллмэн — ассистент звукорежиссёра - Том Бэйкер — мастеринг - Фрэнк Мэддокс — арт-директор, дизайнер - Джеймс Минчин — фотограф - Ник Спэнос — фотограф - Кински Галлоу — фотограф - Гай Осири — A&R-менеджер |  |

## Позиции в чартах
| Чарт (2003)    | Высшая позиция |
| -------------- | -------------- |
| Австралия      | 4              |
| Австрия        | 20             |
| Бельгия        | 29             |
| Канада         | 1              |
| Дания          | 21             |
| Нидерланды     | 22             |
| Финляндия      | 9              |
| Франция        | 14             |
| Германия       | 8              |
| Ирландия       | 14             |
| Италия         | 17             |
| Новая Зеландия | 2              |
| Норвегия       | 18             |
| Португалия     | 4              |
| Швейцария      | 19             |
| Швеция         | 23             |
| Великобритания | 7              |
| США            | 2              |

| Год  | Сингл      | Позиция | Позиция  | Позиция |
| Год  | Сингл      | US Alt. | US Main. | UK      |
| ---- | ---------- | ------- | -------- | ------- |
| 2003 | «Minerva»  | 9       | 16       | 15      |
| 2003 | «Hexagram» | —       | —        | 68      |

## Сертификации
| Страна         | Сертификация |
| -------------- | ------------ |
| Канада         | Золотой      |
| Великобритания | Серебряный   |
| США            | Золотой      |